# Wolfsburg-Unkeroda
Wolfsburg-Unkeroda – część gminy (Ortsteil) Gerstungen w Niemczech, w kraju związkowym Turyngia, w powiecie Wartburg. Do 5 lipca 2018 samodzielna gmina, której niektóre zadania administracyjne realizowane były przez gminę Marksuhl, która pełniła rolę "gminy realizującej" (niem. "erfüllende Gemeinde").